# 多陪一哩路＃MeToo大遊行，勵馨接住你
「多陪一哩路#MeToo大遊行，勵馨接住你」是於2018年4月21日在台灣首次發起的#MeToo遊行。

## 背景
2018年4月3日勵馨社會福利事業基金會舉辦「勵馨30 重返初馨」系列活動記者會，及邀請臺灣民眾參與同月21日在中正紀念堂的遊行，主要訴求為反性騷擾、反性侵和#MeToo。並引進美國女作家伊芙·恩斯勒所著的戲劇《陰道獨白》，改編成《拾蒂》舞台劇演出。

## 過程
2018年4月21日遊行過程中，立委尤美女、王育敏、李麗芬到場支持。並且邀請參加的民眾戴上面具，及高舉「#MeToo大遊行、我們接住你」等標語，於遊行繞行一圈中正紀念堂後，將面具拋向天空中，以此形式象徵摘除性別與性傷害的刻板框架與烙印。
在自由廣場前，舉辦勵馨成立30周年園遊會，共有95個攤位及11種體驗項目。